# Botir Zokirov

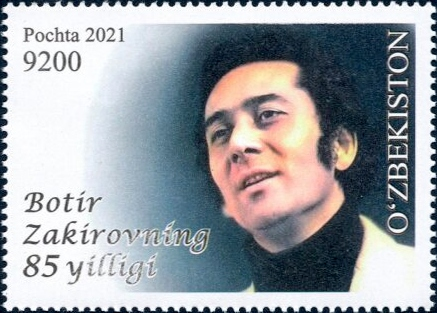
Zokirov en un sello de Uzbekistán de 2022

Botir Zokirov (26 de abril de 1936 – 23 de enero de 1985) fue un cantante, escritor, poeta, pintor y actor soviético y uzbeko, considerado el fundador de la música pop uzbeka. Es el artista popular de Uzbekistán.

## Biografía
Zokirov estudió en el Instituto de Teatro y Artes de Taskent que lleva el nombre de Ostrovskiy. En 1972, creó la primera compañía pop en Oriente y la tercera en la Unión Soviética, titulada Salón de Música. Junto con el director ruso Mark Zakharov y el actor del Teatro Sátira de Moscú Aleksandr Shirvindt, Zokirov creó el musical 1973 El viaje de Simbad el marinero. Cantantes destacados como Vladimir Vysotsky, Irina Ponarovskaya y bandas como Poyushchiye Gitary, Yalla (banda) de varios países de la URSS también actuaron en el Salón de Música.
Zokirov fue uno de los fundadores de la Orquesta Estatal Estrada de la República Socialista Soviética de Uzbekistán. En 1964 pasó varios meses en el Hospital Kremlin (ahora Hospital Clínico Central de Moscú ), seguidos de una cirugía de pulmón. Zokirov murió el 23 de enero de 1985 en Taskent.

## Canciones y actuaciones
Zokirov ganó gran popularidad debido a que cantaba en muchos idiomas, incluidos uzbeko, ruso, árabe y francés. Una canción "Ya Zahratan Fi Khayali " (يا زهرة في خيالي – "Flor de mi imaginación") de una de las figuras más importantes de la música árabe del siglo XX  Farid al-Atrash, interpretada por Zokirov en el Festival Internacional de la Juventud y Los estudiantes de Moscú en 1957 lo hicieron extremadamente popular.
En 1966 Zokirov se convirtió en el único cantante uzbeko y uno de los pocos soviéticos que cantaba en el Olympia (París). Interpretó la famosa canción de Enrico Macias Les Filles De Mon Pays en francés.

## Filmografía
Papeles en películas
- 1959 — Kогда цветут розы (1959) (Cuando florecen las rosas) — como Batyr
- 1969 — Похищение (1969) (Secuestro) — Batyrov
- 1982 — Огненные дороги (1982) (Caminos de llamas) — Rabindranath Tagore
- 1982 — Юность гения (1982) (La juventud del genio) — Abdullah

## Vida familiar y personal
Zokirov es el hermano mayor de Farrukh Zokirov, líder de Yalla (banda) de Uzbekistán.
En 1957 se casó con la actriz Erkli Malikbaeva y tuvo dos hijos: Bakhtiyor Zakirov y Bakhodir Zakirov. Se divorciaron en 1974. 
Su segundo matrimonio fue con la bailarina de ballet Galina. Su hija Rukhshana Zakirova nació en 1976.